# Oust-Marest
Oust-Marest là một xã ở tỉnh Somme, vùng Hauts-de-France, Pháp.

## Địa lý
Thị trấn này tọa lạc trên đường D1015, khoảng 20 dặm Anh về phía tây nam của Abbeville, hai bên bờ sông Bresle, tại ranh giới với Seine-Maritime.

## Dân số
| 1962                                                           | 1968 | 1975 | 1982 | 1990 | 1999 |
| -------------------------------------------------------------- | ---- | ---- | ---- | ---- | ---- |
| 594                                                            | 615  | 665  | 664  | 656  | 704  |
| Số liệu điều tra dân số từ năm 1962, dân số không tính hai lần |      |      |      |      |      |